# Gruppo Sportivo Imolese 1949-1950
Questa pagina raccoglie le informazioni riguardanti il Gruppo Sportivo Imolese  nelle competizioni ufficiali della stagione 1949-1950.

## Rosa
| N. |                   | Ruolo | Calciatore     |
| -- | ----------------- | ----- | -------------- |
|    | Italia (bandiera) | D     | Baruzzi        |
|    | Italia (bandiera) | D     | Bertozzi       |
|    | Italia (bandiera) | C     | Amedeo Biavati |
|    | Italia (bandiera) | A     | Calderoni      |
|    | Italia (bandiera) | A     | Davoglio       |
|    | Italia (bandiera) | P     | Folli          |
|    | Italia (bandiera) | C     | Gardelli       |
|    | Italia (bandiera) | D     | Gardenghi      |

| N. |                   | Ruolo | Calciatore |
| -- | ----------------- | ----- | ---------- |
|    | Italia (bandiera) | D     | Guerrini   |
|    | Italia (bandiera) | P     | Macrelli   |
|    | Italia (bandiera) | C     | Martini    |
|    | Italia (bandiera) | D     | Monti      |
|    | Italia (bandiera) | D     | Obici      |
|    | Italia (bandiera) | C     | Rossetti   |
|    | Italia (bandiera) | D     | Rossi      |
|    | Italia (bandiera) | A     | Villa      |